# Porcellanaster ceruleus
Porcellanaster ceruleus är en sjöstjärneart som beskrevs av Wyville Thomson 1877. Porcellanaster ceruleus ingår i släktet Porcellanaster och familjen Porcellanasteridae. Inga underarter finns listade i Catalogue of Life.